# 39 Batalion Celny

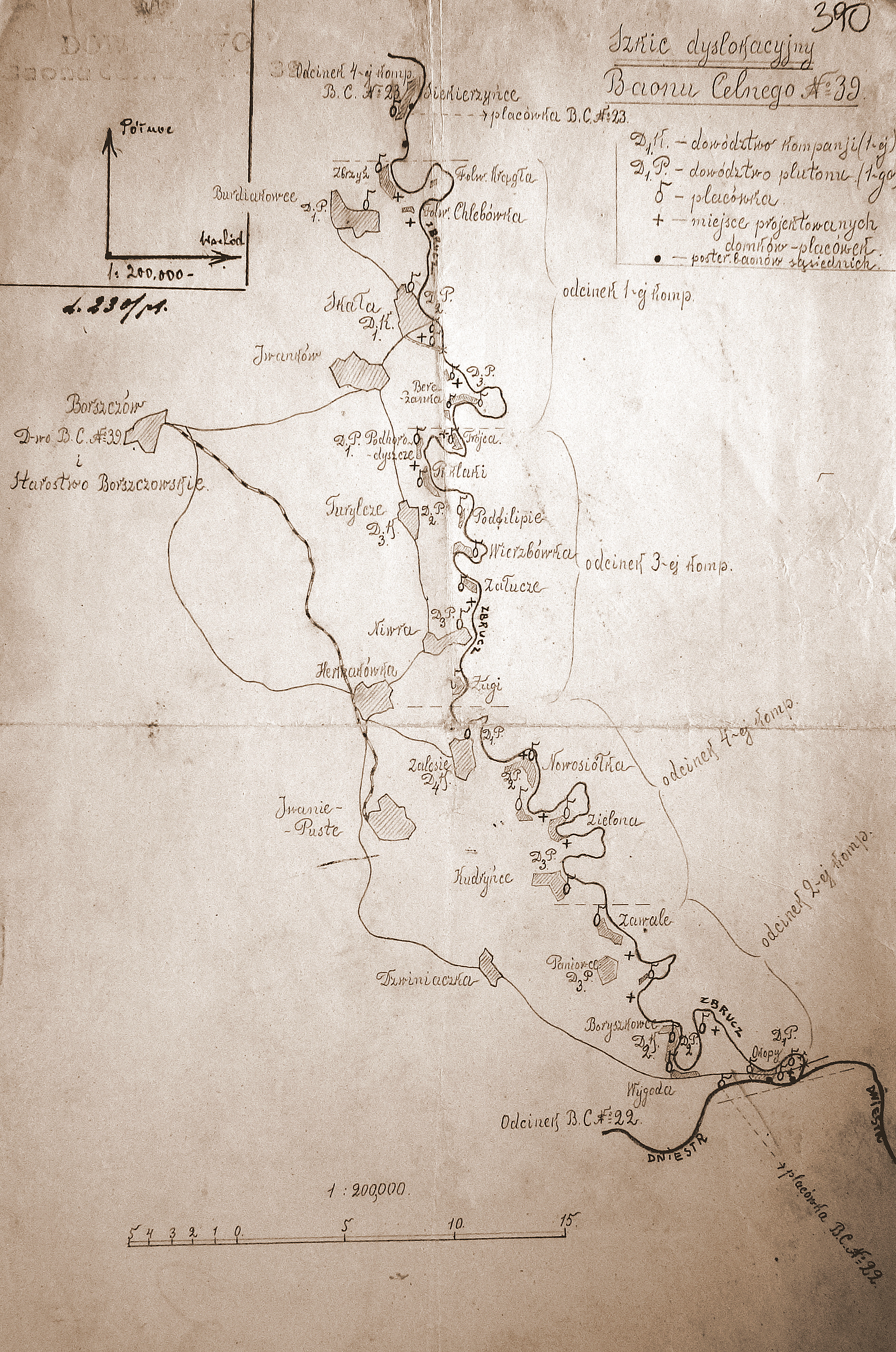
Rozmieszczenie 39 batalionu celnego

39 Batalion Celny – jednostka organizacyjna formacji granicznych II Rzeczypospolitej.

## Formowanie i zmiany organizacyjne
Na podstawie rozkazu Ministra Spraw Wojskowych L.11069/Mob. z dnia 13 sierpnia 1921 w miejsce batalionów etapowych i wartowniczych utworzone zostały bataliony celne. 39 batalion celny powstał w granicach DOG Lwów, a zorganizowano go na bazie 2 Armii z posiadanych w jej dyspozycji batalionów etapowych. Etat batalionu wynosił 14 oficerów i 600 szeregowych. Podlegał Ministerstwu Spraw Wewnętrznych.
Zadanie sformowania batalionu otrzymała 11 Karpacka Dywizja Piechoty. Jej  46 pułk piechoty Strzelców Kresowych wyznaczył ze swojego składu 200 szeregowych,  47 pułk piechoty Strzelców Kresowych 150 szeregowych,  48 pułk piechoty Strzelców Kresowych 125 szeregowych i  49 pułk piechoty Strzelców Kresowych kolejnych 125 szeregowych. Batalion formowano w Stanisławowie. Po sformowaniu batalion przewieziony został transportem kolejowym do Czortkowa, do dyspozycji wojewody tarnopolskiego.
Mimo że batalion był w całym tego słowa znaczeniu oddziałem wojskowym, nie wchodził on w skład pokojowego etatu armii. Uniemożliwiało to uzupełnianie z normalnego poboru rekruta. Ministerstwo Spraw Wojskowych zarówno przy ich formowaniu, jak i uzupełnianiu przydzielało mu często żołnierzy podlegających zwolnieniu, oficerów rezerwy oraz szeregowców i oficerów zakwalifikowanych przez dowództwa okręgów generalnych jako nie nadających się do dalszej służby wojskowej.
29 października 1921 wojewoda tarnopolski wydał zarządzenie w którym granicę państwową na terenie  województwa tarnopolskiego podzielił na cztery odcinki:
- II odcinek od mostu w miejscu, gdzie Zbrucz wpada do Dniestru  do granicy powiatu husiatyńskiego obsadzał 39 batalion celny z miejscem postoju dowództwa w Borszczowie.

W listopadzie 1921 Ministerstwo Spraw Wewnętrznych postanowiło powołać brygady celne. 39 batalion celny znalazł się w strukturze 5 Brygady Celnej. 
Wykonując postanowienia uchwały Rady Ministrów z 23 maja 1922, Minister Spraw Wewnętrznych rozkazem z 9 listopada 1922 zmienił nazwę „Baony Celne” na „Straż Graniczna”. Wprowadził jednocześnie w formacji nową organizację wewnętrzną. 39 batalion celny przemianowany został na 39 batalion Straży Granicznej.

## Służba celna
Odcinek batalionowy podzielony był na cztery pododcinki, które obsadzały kompanie wystawiające posterunki i patrole. Posterunki wystawiano wzdłuż linii granicznej w taki sposób, by mogły się nawzajem widzieć w dzień. W tym zakresie batalion współpracował z posterunkami i patrolami Policji Państwowej. Współpraca polegała na tym, że te pierwsze wystawiały wzdłuż linii granicznej stale posterunki i patrole, natomiast policja tworzyła je w głębi strefy, poza linią graniczną. W zakresie ochrony granicy batalion podlegał staroście.
W kwietniu 1922 bataliony celne będące na terenie DOG Lwów otrzymały zadanie chronić w rejonie swojej odpowiedzialności wiadukty, mosty kolejowe i dworce. Zadanie taki otrzymał także 39 batalion celny w Borszczowie.
Sąsiednie bataliony
- 22 batalion celny ⇔ 23 batalion celny – XII 1921[14]

## Kadra batalionu
Dowódcy batalionu
| stopień     | imię i nazwisko       | okres pełnienia służby | kolejne stanowisko |
| ----------- | --------------------- | ---------------------- | ------------------ |
| kpt. piech. | Antoni Pallulon       | od IV 1922             |                    |
| płk piech.  | Władysław Eljaszewicz | od VII 1922-X 1922     | emeryt             |

## Struktura organizacyjna
| Ordre de Bataille 39 batalionu celnego w Borszczowie na dzień 1 marca 1922 | Ordre de Bataille 39 batalionu celnego w Borszczowie na dzień 1 marca 1922 | Ordre de Bataille 39 batalionu celnego w Borszczowie na dzień 1 marca 1922 | Ordre de Bataille 39 batalionu celnego w Borszczowie na dzień 1 marca 1922 | Ordre de Bataille 39 batalionu celnego w Borszczowie na dzień 1 marca 1922 |
| -------------------------------------------------------------------------- | -------------------------------------------------------------------------- | -------------------------------------------------------------------------- | -------------------------------------------------------------------------- | -------------------------------------------------------------------------- |
| kompania                                                                   | 1. Skała                                                                   | 2. Boryszkowce                                                             | 3. Turylcze                                                                | 4. Zalesie                                                                 |